# Phyllopodium
Phyllopodium, biljni rod iz porodice Scrophulariaceae (strupnikovke), dio je tribusa Limoselleae, potporodica Scrophularioideae. 
Postoji 26 priznatih vrsta iz Južne Afrike i Namibije. Tipična vrsta je jednogodišnja biljka  Phyllopodium cuneifolium, iz provincije Western Cape. Nekoliko vrsta se vode kao rijetke, a jedna ima status ugrožene, Phyllopodium hispidulum, čije današnje tri poznate lokacije opadaju zbog kontinuiranog gubitka i degradacije staništa.

## Opis
Jednogodišnje i višegodišnje bilje.

## Vrste
1. Phyllopodium alpinum N.E.Br.; rijetka
2. Phyllopodium anomalum Hilliard
3. Phyllopodium bracteatum Benth.
4. Phyllopodium caespitosum Hilliard; rijetka
5. Phyllopodium capillare (L.f.) Hilliard
6. Phyllopodium cephalophorum (Thunb.) Hilliard
7. Phyllopodium collinum (Hiern) Hilliard
8. Phyllopodium cordatum (Thunb.) Hilliard
9. Phyllopodium cuneifolium (L.f.) Benth.
10. Phyllopodium diffusum Benth.
11. Phyllopodium dolomiticum Hilliard
12. Phyllopodium elegans (Choisy) Hilliard
13. Phyllopodium heterophyllum (L.f.) Benth.
14. Phyllopodium hispidulum (Thell.) Hilliard; ugrožena
15. Phyllopodium lupuliforme (Thell.) Hilliard; poznata iz zbirki Maxa i Rudolfa Schlechtera u Karoechasu i Zabiesu (Sabies) u blizini Steinkopfa u sjevernom dijelu Namaqualanda 1897. Jedina navedena informacija je 'in collibus' (na brdima) na ± 900 m. Nije skupljena više od 110 godina. Premalo se zna o njegovom staništu i trenutnom statusu populacije.
16. Phyllopodium maxii (Hiern) Hilliard; nedostatak podataka (taksonomski problematična)
17. Phyllopodium micranthum (Schltr.) Hilliard
18. Phyllopodium mimetes Hilliard
19. Phyllopodium multifolium Hiern
20. Phyllopodium namaense (Thell.) Hilliard
21. Phyllopodium phyllopodioides (Schltr.) Hilliard
22. Phyllopodium pubiflorum Hilliard; posljednji put prikupljena 1940. godine, a opisi mjesta i staništa nisu dovoljno precizni da bi se utvrdilo je li ugrožena uzgojem rooibos čaja.
23. Phyllopodium pumilum Benth.
24. Phyllopodium rustii (Rolfe) Hilliard
25. Phyllopodium tweedense Hilliard; poznata iz Tweedsidea blizu Laingsburga, posljednji put prikupljeno 1940., premalo se zna o ekologiji ove vrste da bi se mogla procijeniti.
26. Phyllopodium viscidissimum Hilliard; rijetka